# Louis Perrée
Louis Perrée, född 25 mars 1871 i Paris, död 1 mars 1924 i Ivry-la-Bataille, var en fransk fäktare.
Perrée blev olympisk silvermedaljör i värja vid sommarspelen 1900 i Paris.